# Petrus van Alcántara

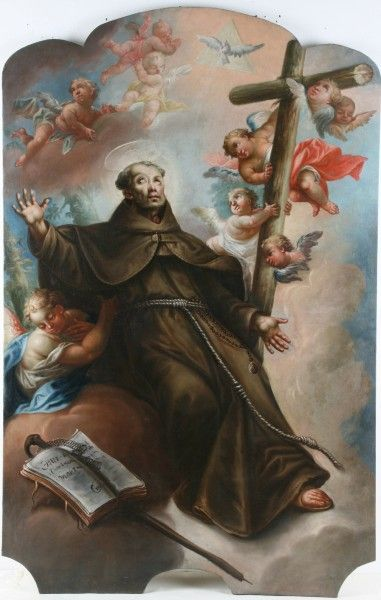
H Petrus in extase

Petrus van Alcántara (1499 – 18 oktober 1562) was een Spaans mysticus uit de orde van de franciscanen. Hij trad op als volksmissionaris en boetepredikant. In 1538 werd hij overste van een Spaanse provincie van de franciscanen, maar de tegenstand tegen zijn pleidooien voor een strenge kloostertucht zorgden ervoor dat hij zich terugtrok. Hij stond in contact met de heilige Theresia van Ávila.
Petrus van Alcántara werd in 1669 gecanoniseerd door Paus Clemens IX. Zijn feest wordt gevierd op 18 oktober in de Rooms-Katholieke Kerk.

## Iconografie
De franciscanenorde stimuleerde in de 17e eeuw een bloeiende devotie tot de H. Petrus van Alcantara. Vele kunstenaars kregen de opdracht om een beeltenis van hem te maken. Van oudsher wordt hij afgebeeld met een houten kruis.

### Bekende beelden
- Beeld van Petrus van Alcántara, kerk van de Recoletten in Sint-Niklaas;
- H. Petrus van Alcántara door Pedro de Mena, verz. Museo Nacional de Catalunya, Barcelona.

### Galerij

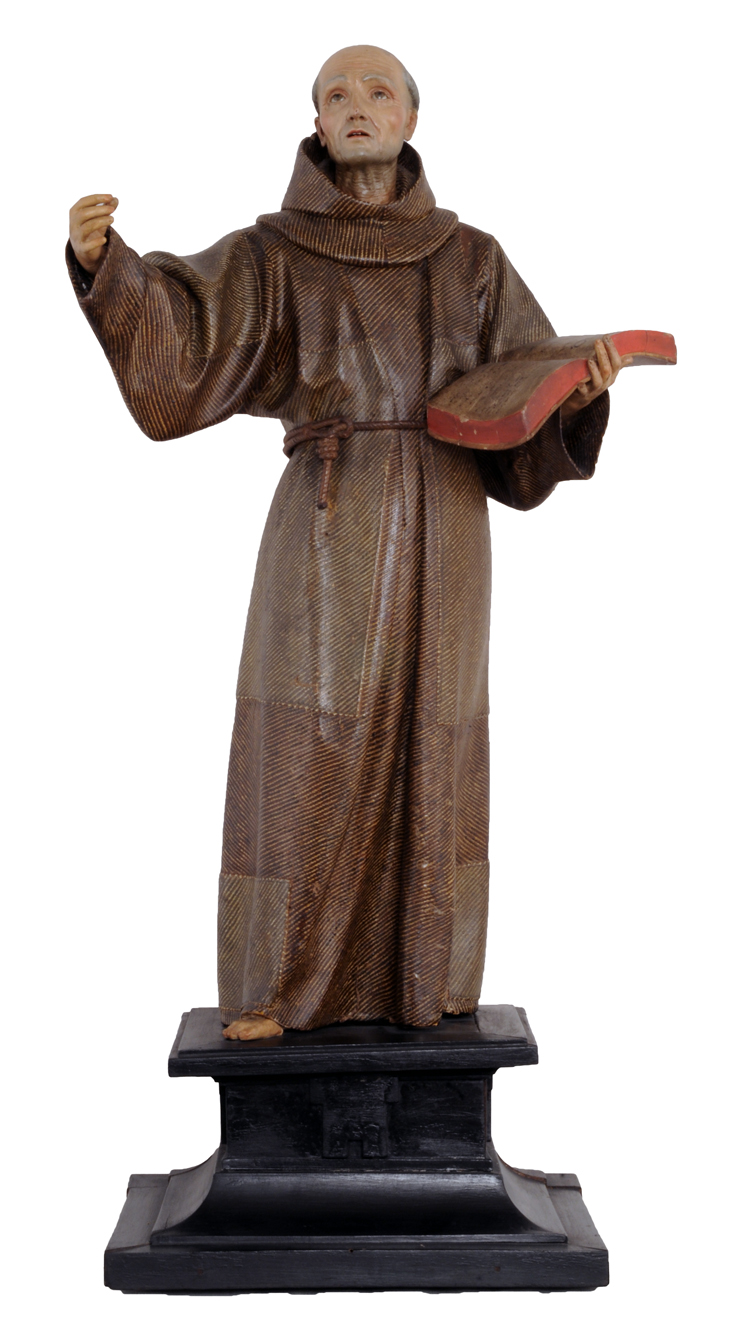
Gemaakt door Pedro de Mena
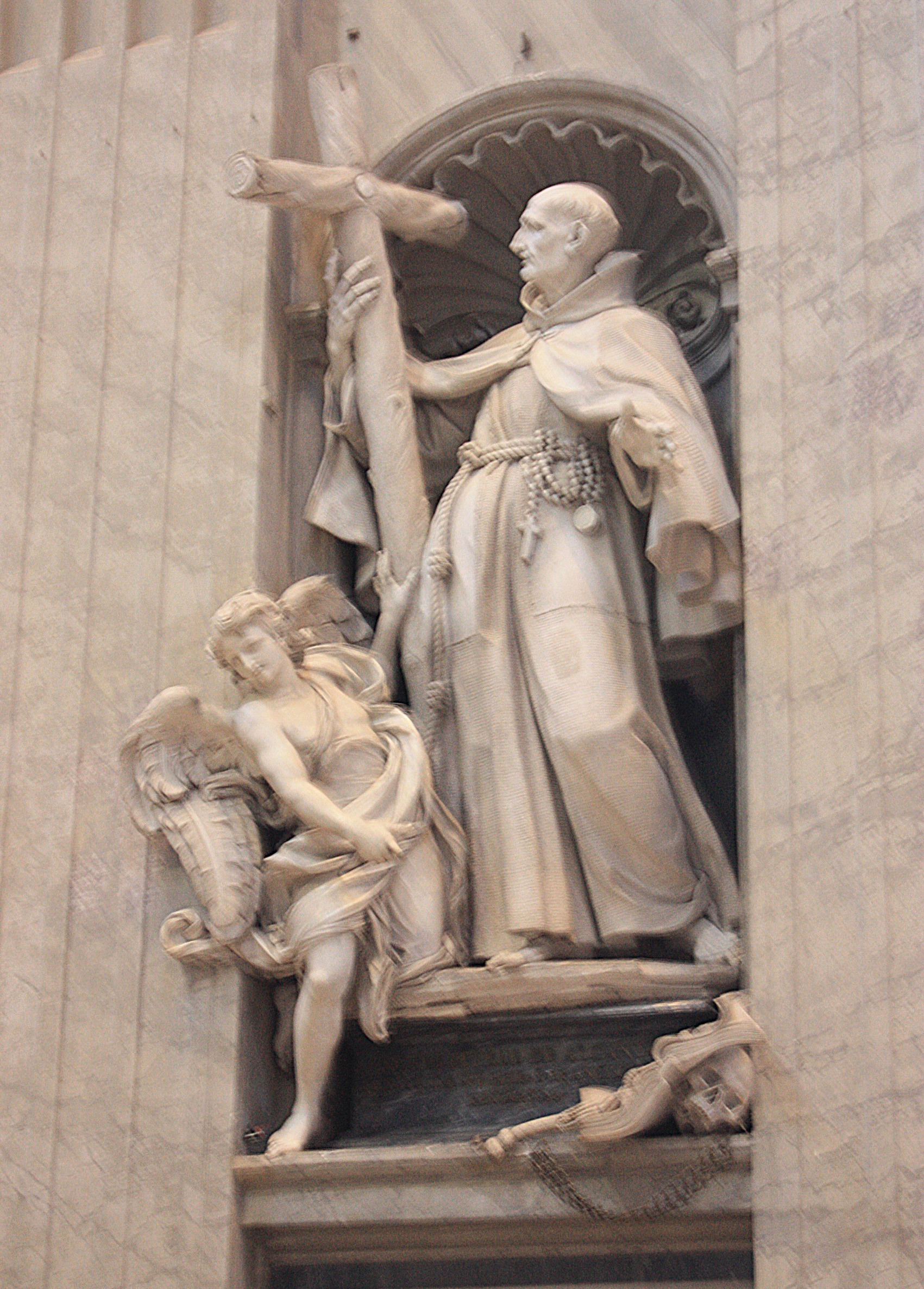
Sint-Pietersbasiliek (Rome)

- Bibsys: 6096236
- Biblioteca Nacional de España: XX1156700
- Bibliothèque nationale de France: cb12381218g (data)
- Catàleg d'autoritats de noms i títols de Catalunya: 981058516055006706
- Gemeinsame Normdatei: 119331675
- International Standard Name Identifier: 0000 0001 2017 2887
- Library of Congress Control Number: n79074268
- Nationale Bibliotheek van Tsjechië: jn19981001962
- Nationale Bibliotheek van Israël: 987007428902905171
- Nationale Bibliotheek van Polen: a0000002338016
- Nationale en Universitaire bibliotheek Zagreb: 000031262
- Nederlandse Thesaurus van Auteursnamen: 110379454
- Istituto Centrale per il Catalogo Unico: CFIV097156
- LIBRIS: 254386
- SNAC: w6fv09zr
- Système universitaire de documentation: 032865260
- Virtual International Authority File: 18029304
- WorldCat: E39PBJmP9kDFYvh47k9jRR9JjC